# Oaxaca de Juárez
Mesto in občina Oaxaca de Juárez ali pa preprosto Oaxaca, je glavno in največje mesto v mehiški zvezni državi enakim imenom. Mesto leži v okrožju Centro District v osrednji dolini regije, ob vznožju Sierra Madre oziroma Cerro del Fortin, in se razteza na bregovih reke Atoyac. To mesto je v veliki meri odvisno od turizma, ki temelji na velikem številu znamenitosti iz časov kolonialne dobe kot tudi arheoloških ostankov avtohtonih kultur Zapotekov in Mistekov. Skupaj z arheološkim najdiščem Monte Albán je postala leta 1987 del Unescove svetovne dediščine.
Mesto ima tudi vzdevek »la Verde Antequera« (zelena Antequera) zaradi starega imena in različnih objektov, zgrajenih iz avtohtonega zelenega kamna. Ime Oaxaca izhaja iz imena jezika nahuatl za kraj Huaxyacac, v španščini Guajaca, kasneje pa Oaxaca. Ime »de Juárez« je bilo dodano v čast Benita Juáreza, ki je bil rojen v tej državi. Grb za občine nosi podobo obglavljene Donaje, ki je bila avtohtona princesa v letih takoj po osvojitvi špancev.

## Zgodovina
Pred 2500 leti so se v dolino in okolico, kjer leži današnja Oaxaca naseljevali Zapoteki in Misteki, zlasti pomembni sta antični središči Monte Albán in Mitla. Azteki so prišli v dolino leta 1440 in jo poimenovali Huaxyacac, kar v jeziku nahuatl pomeni »med drevesi huaji« (Leucaena leucocephala). Tukaj so imeli strateški vojaški položaj imenovan Cerro del Fortín, iz katerega so pazili na Zapoteško središče Zaachila in zagotavljali varno trgovsko pot med Mehiško Dolino, Tehuantepecom in ostalo Mezoameriko. Ko so prišli leta 1521 Španci, so bili Zapoteki in Misteki vpleteni v eno od svojih številnih medsebojnih vojn. Španska osvajanja so končala te spopade.
Prva španska ekspedicija na to območje prispe pozno leta 1521 pod poveljstvom kapetana Francisca de Orozca, ki ga je spremljalo 400 Aztekov. Hernán Cortés je poslal Francisca de Orozco v Oaxaco, ker je Montezuma II. dejal, da azteško zlato prihaja od tam. Španska odprava pod Orozcom se loti gradnje španskega mesta, na mestu azteške vojaške postojanke ob vznožju Cerro de Fortin. Prvo mašo je imel kaplan Juan Díaz na bregu reke Atoyac pod velikim huaje drevesom, kjer je bila kasneje zgrajena cerkev. Ta isti kaplan je dodal imenom okoliških vasi v nahuatl jeziku še svetniška imena: Santa María Oaxaca, San Martín Mexicapan, San Juan Chapultepec, Santo Tomas Xochimilco, San Matías Jalatlaco, Santiago Tepeaca, itd. Španci so za svojega prvega župana izbrali Gutierresa de Badajoca, izvolili prvi mestni svet in začeli gradnjo stolnice v Oaxaci leta 1522. Ime naselja v nahuatl je bilo Guajaca, po špansko pa Oaxaca.
Ustanovitev relativno neodvisnega naselja ni ustrezala Hernánu Cortésu, ki je želel moč nad celotno regijo zase. Cortés je poslal Pedra de Alvarada da izžene večino prebivalcev naselja. Prvi španski naseljenci so se pritožili španski kroni, ki je priznala ustanovitev naselja leta 1526, zemljišče pa razdelila med Špance, ki so prišli z Orozcom. Vendar pa to ni ustavilo Cortésa, ki je še enkrat pregnal prebivalce in zamenjal mestni svet le tri mesece po tem, ko je kralj priznal nastanek naselja. Ponovno so se pritožili, tokrat podkralju v Ciudad de Mexico, Nuno de Guzmánu. Ta je tudi priznal ustanoviteljstvo prvim špancem in mesto ponovno imenoval leta 1529, tokrat kot Antequera v čast Guzmánovemu rojstnemu kraju. Francisco de Herrera je sklical nov mestni svet. Prvi izris naselja je izdelal Juan Pelaez de Berrio.
V tem času je Cortés pridobil od kralja naziv markiz doline Oaxaca s spornimi vasmi. Dovoljeno mu je bilo močno obdavčiti območje in imeti nadzor nad ozemljem. Antequera je bila v položaju, da preživi obdana z vasmi pod nadzorom Cortésa, ki so bile zelo sovražne. Da bi preprečili nesoglasja, je kralj Antequero povzdignil v status mesta, mu dal določene pravice, privilegije in izjeme. Prav tako je zagotovil, da oblast ostala pod neposrednim nadzorom kralja in ne Cortésa. Ta peticija je bila podeljena leta 1532 s strani Karla V. Španskega. , 
Po osamosvojitvi Mehiki leta 1821, je mesto postalo sedež občine in tako ime mesta in občine postane Oaxaca. Leta 1872 je "de Juárez" dodano ime v čast Benita Juáreza, ki je tukaj začel svojo pravniško in politično kariero.
Leta 1854 je močan potres uničil velik del mesta. V naslednjih desetletjih so ga obnovili tako da je imel leta 1890 30.000 prebivalcev. Potres leta 1931 je uničil 70% mesta. Mesto si je opomoglo v zadnjih 25 letih, prebivalstvo narašča tako, da ima z okoliškimi naselji že 450.000 prebivalcev.

## Geografija
Mesto Oaxaca se nahaja v Centralni dolini, glavni dolini Sierra Madre del Sur. To gorovje se razteza več kot 1000 kilometrov jugovzhodno od Sierra Madre Occidental do ožine pri Tehuantepecu na vzhodu in je sestavljeno iz več gorskih grebenov. Osrednji del, kjer se nahaja Oaxaca de Juarez, je obdan z nizom gorskih verig, katerih zahodni del se imenuje Sierra Mixteca. Najvišji vrhovi Sierra Madre del Sur dosežejo do 3700 metrov. Relief je zelo raznoliko strukturiran, saj nastopajo različne vrste kamnin, ki različno erodirajo. Prevladujejo apnenci in granit.
Občina Oaxaca de Juárez meji na severu na San Pablo Etla, na vzhodu na občine San Andrés Huayapam, San Agustín Yatareni in Santa Lucía del Camino, na zahodu na San Antonio de la Cal in Santa Cruz Xoxocotlán in na jugu Santa Maria in San Jacinto Atzompa Amilpas. Območje mesta obsega 0,01 odstotka celotne površine zvezne države.
Od celotnega območja (85,48 km²) se 23,41 % uporablja za kmetijstvo. Pridelki so koruza, fižol in lucerna. 34,75 % so gozdovi s prevladujočim hrastom (Quercus glaucinoides). Približno 1,7 % zemljišč je neobdelano in okoli 40 % je pozidano.
Oaxaca se nahaja južno od rakovega povratnika in je podnebno v tropih. S 1550 m nadmorske višine se nahaja v zmernem podnebnem območju, s povprečno letno temperaturo 22 °C. Deževna sezona traja od maja do oktobra.

### Potresi
V zgodovini mesta so potresi vedno igrali razdiralno vlogo. Obstajajo poročila o potresih, ki so povzročili hudo škodo v letih 1562, 1801, 1815, 1821, 1825, 1836 in 1837. V nadaljevanju so samo potresi z magnitudo 7,0 ali več:
| Naselje (Epicenter)             | Datum              | Magnituda  |
| ------------------------------- | ------------------ | ---------- |
| Oaxaca                          | 23. avugust 1696   | 7,5        |
| Oaxaca                          | 21. december 1701  | zelo močan |
| Antequera (Oaxaca)              | 28. marec 1787     | k. A.      |
| Oaxaca                          | 8. marec 1800      | k. A.      |
| Obala Oaxaca                    | 22. marec 1828     | 7,7        |
| Obala Oaxaca                    | 17. junij 1828     | 8,0        |
| Obala Oaxaca                    | 4. avugust 1828    | 7,.4       |
| Obala Oaxaca                    | 9. oktober 1828    | 7,8        |
| Oaxaca                          | 9. marec 1845      | 8,0        |
| Oaxaca                          | 5. maj 1854        | 8,0        |
| Huajuapan de León (Oaxaca)      | 19. julij 1882     | močan      |
| Oaxaca-Guerrero                 | 29. januar 1899    | 8,4        |
| Oaxaca-Chiapas                  | 14. januar 1903    | 8,3        |
| Pinotepa Nacional (Oaxaca)      | 17. junij 1928     | 7,6        |
| Puerto Escondido (Oaxaca)       | 9. oktober 1928    | 7,5        |
| Santa Catarina Juquila (Oaxaca) | 15. januar 1931    | 7,8        |
| Oaxaca                          | 23. avugust 1965   | 7,5        |
| Oaxaca                          | 2. avugust 1968    | 7,3        |
| Oaxaca                          | 29. november 1978  | 7,6        |
| Tehuantepec (Oaxaca)            | 22. junij 1979     | 7,1        |
| Huajuapan de León (Oaxaca)      | 10. oktober 1980   | 7,0        |
| Oaxaca                          | 30. september 1999 | 7,5        |

## Gospodarstvo
Turizem je danes prevladujoč in najbolj dinamičen sektor gospodarstva. 77 % prebivalstva dela v storitvenem sektorju, to je v trgovini, gostinstvu in hotelirstvu. Na drugem mestu z 20 % sledi gradbeni sektor, oskrba z energijo in predelovalna industrija. V kmetijstvu in na drugih področjih dela le tri odstotke zaposlenih. Oaxaca je kljub vsemu ena najrevnejših prestolnic v državi. Regija ima velike gospodarske in okoljske težave zaradi krčenja borovih gozdov in desetletij čezmerne paše.
Raziskava Secretaría de Turismo de Oaxaca je pokazala, da je imelo mesto v letu 2004 kar 231 hotelov s 5926 sobami. Več kot milijon turistov je obiskalo moesto, vendar le nekaj več kot 160.000 je bilo tujcev. Od teh je bilo Evropejcev 58,75 %, ostali so večinoma iz ZDA.
V Oaxaci in okolici je zelo razvita tudi rokodelska dejavnost. Poznani so po izdelkih iz keramike in kovine (kovaštvo), po pletenju košar, tkanju in obdelavi usnja (strojenje je še povsem tradicionalno) ter plemenitih kovin. Njihove tradicionalne tehnike so poznane po vsem svetu. Tkanine tkane na tradicionalnih statvah in izdelki iz volne so znani že stoletja, barve uporabljajo naravne, med njimi je znamenita rdeča, ki jo pridobivajo iz košeniljke (grana cochinilla), znan je njihov bombaž coyuchi. Svetovno znani so tudi izdelki iz lesa. Lončarstvo ima dolgo tradicijo. Oblikovalci lončenine so specializirani v dveh tehnikah: zelena glazirana posoda iz gline Atzompa in črna keramika iz San Bartolo Coyotepec.

## Znamenitosti
Čeprav je Oaxaco prizadelo mnogo potresov, je zgodovinsko središče zgrajeno v kolonialnem slogu, precej dobro ohranjeno. S svojimi pravokotnimi ulicami je dober primer urbanističnega načrtovanja v španskih kolonijah. Tudi gradnja je protipostresno primerno prilagojena. Glavni trg Zocalo je bil obnovljen leta 2005. Z zavzetostjo umetnika Francisca Toleda, je mesto v zadnjih petnajstih letih doživelo izjemen kulturni razvoj.

### Plaza de la Constitución ali Zócalo
Plaza de la Constitución ali Zócalo je iz leta 1529, načrtoval ga je Juan Pelaez de Berrio. V kolonialnem obdobju je bil peščen, samo marmorni vodnjak so postavili v letu 1739. Ta je bil odstranjen leta 1857, na njegovo mesto so postavili kiosk in posadili drevesa. Leta 1881 je bila vegetacija preurejena in leta 1885 postavljen kip Benita Juáreza. Leta 1901 je bil Zocalo ponovno preoblikovn in nameščen nov Art Nouveau kiosk. Fontana iz zelenega kamna s figurami je bila postavljena leta 1967. Kiosk v središču gosti državno glasbeno skupino La marimbo in druge skupine. Okoli trga (parka) so različne javne zgradbe:
Na južni strani so različni portali: Palacio de Gobierno, ki je bila izpraznjen in v letu 2005 ponovno odprta kot muzej, imenovan Museo del Palacio 'Espacio de Diversidad'. Drugi portali vsebujejo Portal de Mercadores na vzhodni strani, Portal de Claverias na severni strani in Portal del Señor na zahodni strani.
Palača deželne vlade se tudi nahaja ob glavnem trgu. Uporablja Portal de la Alhóndiga, pred palačo je Benito Juárez trg. Prvotna palača je bila slovesno odprta leta 1728, na poročni dan princa in princese Španije in Portugalske. Arhitekturni slog je gotski. Današnja stavba se je začela graditi leta 1832, odprta pa je bila leta 1870, vendar ni bila končana do leta 1887. V notranjosti so freske, ki odražajo zgodovino Oaxace je od predšpanske dobe, kolonializma in po neodvisnosti. Večino je naslikal Arturo Garcia Bustos leta 1980.

### Sakralni objekti
- Stolnica, imenovana tudi stolnica Marije Vnebovzete (Catedral Metropolitana de Nuestra Señora de la Asunción), se je začela graditi leta 1535, a so jo v času gradnje večkrat poškodovali potresi. Med letoma 1702 in 1733 je bila sedanja stavba (tretja po vrsti) zgrajena in posvečena julija 1733. Zasnovana je v neoklasicističnem slogu z baročno fasado in zelenega kamna Cantera in bogatimi reliefi. Tudi notranjost je v neoklasicističnem slogu. Oltar s kipom Marije Vnebovzete je bil prinesen iz Italije, bronasto skulpturo je izdelal Tadoini.
- Iglesia de Santo Domingo de Guzmán je najbolj znana cerkev v Oaxaci in stoji v sklopu dominikanskega samostana iz prve polovice 16. stoletja. Pred cerkvijo sta v renesančnem slogu, v osrednjem reliefu, sveti Dominik in Hipolit iz Rima. Po reformi leta 1860, je bila cerkev spremenjena v konjušnico, kar je povzročilo resno poslabšanje stavbe. V uporabo so jo vrnili konec 19. stoletja. Življenjske in delovne površine so spremenili v vojašnico in četrt častnikov. Leta 1994 se je začela preureditev v kulturni center Centro Cultural Santo Domingo.
- Basílica de Nuestra Señora de la Soledad stoji približno šest blokov zahodno od Zocala. Na pobudo kaplana Don Fernanda Méndeza se je leta 1682 začela gradnja, leta 1689 pa končala. Škof Isidro Sariñana y Cuenca jo je imenoval za baziliko. Objekt je zasnovan v baročnem slogu in ima bogato okrašeno pročelje glavnega portala v obliki odprtega zaslona. V zadnjem delu cerkve je Museo de la Basilica de Nuestra Señora de La Soledad, kjer so razstavljene obleke device Marije. (Kip Device Soledad, okronan z 2 kg težko zlato krono, posuto z diamanti je bil predmet kraje v zadnjem času.) Mnogo let kasneje, je bil samostan preurejen v prevzgojni dom, stanovanja učiteljev na šoli in pisarno okrožnega tožilca. Zdaj služi kot občinska palača. Stavba hrani številne dragocene predmete, kot so slike, kipi in verska oblačila ter orgle iz leta 1686. Virgen de la Soledad je zavetnica mesta.
- Iglesia San Agustín pripada samostanu reda svetega Auguština, katerega člani so leta 1556 prišli v mesto. Prvi samostan in cerkev sta bila dokončana leta 1596. Sedanja baročna cerkev so začeli graditi v zadnjem desetletju 17. stoletja in končali leta 1722.
- Cerkev San Juan de Dios je najstarejša ohranjena cerkev v Oaxaci. Prvotna stavba, kapela iz gline, je bila zgrajena v času Hernána Cortésa leta 1521. Leta 1662 jo je uničil potres. Sedanja cerkev stoji na istem mestu in je bila končana leta 1703.
- Iglesia San Felipe Neri je baročna cerkev, katere gradnja se je začela leta 1733 in je bila končana leta 1770. Zvoniki so iz 19. stoletja.
- Samostan San Catalina je bil ustanovljen leta 1568; Fray Bernardino de Alburquerque ga je imenoval Monasterio del Rosario de María. Izgradnja kompleksa se je začela leta 1579. Prenove in dopolnitve so se nadaljevale do 18. stoletja. Po reformah 1862 je bil nekdanji samostan prvič uporabljen kot zapor. Po tem je bila v njem mestna uprava, kino, šola, od leta 1976 se uporablja kot hotel.

### Muzeji
Centro Cultural de Santo Domingo je v nekdanji samostanski stavbi v sklopu s cerkvijo Santo Domingo in je bil obnovljen leta 1996. Velja za eno najboljših restavratorskih del v Latinski Ameriki. V muzeju so prikazani nekateri pomembni artefakti iz Monte Albána. Arhitekturno zanimiv je križni hodnik s kupolami in zapletenim koridorjem ter vodnjakom v vrtu. Velik del muzeja zaseda Museo de las Culturas de Oaxaca ( Muzej kultur Oaxace. Ta muzej je postal sestavni del kulturnega centra leta 1964 po tem ko se je prvotni Instituto de Ciencias y Artes preselil na drugo lokacijo. Muzej je specializiran za Zapoteško in Misteško kulturo. Prikazan je Tesoro Mixteco (Misteški zaklad), to je zbirka, ki jo je odkril arheolog Alfonso Caso v grobnici št. 7 na Monte Albanu. Zaklad obsega veliko kosov nakita iz zlata in srebra in predstavlja najbogatejšo zbirko zlata in srebra starodavne Mehike. Drugi pomembni eksponati so predmeti iz grobnice št. 5 iz mahajališča Lambitieco in segajo do 700 n. št. V muzeju so tudi vsakdanji predmeti iz kolonialnega obdobja. Kulturni center ima tudi knjižnico Biblioteca Fray Francisco de Burgoa, ki hrani več kot 25.000 enot od 15. do 20. stoletja in sodi pod Universidad Autónoma Benito Juárez v Oaxaci.
Jardin Ethobotánico je 2 hektara velih botanični vrt v samostanskem kompleksu. V njem so zasajene avtohtone rastline iz tega območja.
Drugi muzeji so še:
- Museo de los Pintores Oaxaqueños, muzej domačega slikarstva;
- Museo Arte Prehispánico de Rufino Tamayo, ima zbirko 1150 različnih kosov iz mezoameriških obdobij (majevske stele, keramične pse iz Colime in drugo), ki jih je zbral Rufino Tamayo in podaril svojemu mestu;
- Instituto de Artes Gráficos de Oaxaca ima zbirko grafih iz različnih obdobij;
- Hemeroteca Publica de Oaxaca »Nestor Sánchez« v samostanu Santo Domingo.

### Tržnica Benito Juarez
Mercado Benito Juárez se nahaja en kvart južno od Zocala. Na tržnici je mogoče kupiti cvetje, sadje, sladoled, sadne pijače, ročna dela, usnjene izdelke, klobuke in nože. Splošno je znana kot Mercado de la comida - tržnica za hrano, saj ta prevladuje. Tukaj se dobijo Oaxaške regionalne jedi kot moles, tasajo, tlayudas, pan de yema (tip jajčnega kruha), Chapulines (ocvrte kobilice), sir quesillo, kot tudi zelo velike skodelice vroče čokolade, ki so pogosto začinjene s cimetom in mandlji.

### Meskal
Mescal (v nahuatl mexcalli) je mehiška žgana pijača s 40% alkohola, narejena iz posebne vrste agave. Okus in videz Mezcala je odvisen od vrste agave, kot tudi priprave in časa shranjevanja. Najbolj znan mescal je tekila, ki jo izdelujejo v bližini mesta Tequila izključno iz modre agave, ki raste v mehiški državi Jalisco. Mescal se proizvaja v glavnem v območju okrog mesta Oaxaca. Uradno ga smejo proizvajati tudi v državah Guerrero, Durango, San Luis Potosi in Zacatecas.
- Pražene kobilice
- Tasajo
- Sir quesillo na tržnici v Oaxaci
- Tipična kombinacija predjedi v Oaxaci: kobilice, črvi, mravljinčja jajca in guacamole
- Proizvodnja meskala, žgane pijače iz posebne vrste agave
- Meskal z obveznim dodatkom črva, ki živi v agavi

### Monte Albán
Monte Albán je predšpansko mesto in je starodavna prestolnica Zapotekov. Ti so dosegli svoj vrhunec med letoma 500 pr. n. št. in 800 n. št., ko je mesto štelo približno 35.000 prebivalcev. Monte Alban je znan po svoji arhitekturi iz klesanih kamnov in keramičnih žarah. Leta 1987 je bilo arheološko najdišče razglašena za Unescovo svetovno dediščino, skupaj z mestom Oaxaca.

### Mitla
Mitla je arheološko mesto, ki so ga naseljevali Zapoteki. Ostanki kažejo edinstvene stavbe s stensko ornamentiko, nastale v Mezoameriki. Zapoteki so kraj imenovali Lyobaa (zadnje počivališče), nahuatl govoreči Azteki pa Mictlán (mesto mrtvih). Današnjemu naselju je ime San Pablo Villa de Mitla. Nahaja se približno 48 km jugovzhodno od Oaxace na nadmorski višini 1480 m. Najstarejši objekti so iz zgodnje predklasične dobe. Kažejo zanimivo mešanico zapoteške in misteške arhitekture. Dobro ohranjena palača na vzhodni strani kaže značilnosti gradnje in okraševanja zidov. Stene so okrašene z značilnimi geometrijskimi mozaiki, Vsak friz deluje kot mozaik in je sestavljen iz do 100.000 natančno izdelanih kamnov, na nekaterih mestih (zaradi statike), so namesto manjših kamnov uporabljeni veliki kamniti bloki. Na nekaterih stenah so vidne poslikave. Znotraj kompleksa je bila kasneje dodana krščanska cerkev, ki je postavljena na starejše zidove.

### El Arbol del Tule
V bližnjem kraju Santa Maria del Tule, v vrtu cerkve Santa Maria de la Asuncion stoji starodavno drevo El Arbol del Tule, ki je z višino 42 m in obsegom 58 metra, eno najstarejših dreves na svetu, staro okoli 2000 let. Botaniki so jo opredeliti kot Taxodium mucionatum (vrsta ciprese). Volumen lesa znaša 816.829 m³, teža znaša 636 ton.

## Pomembni Oaxačani
- Benito Juárez, mehiški državnik
- Porfirio Díaz, mehiški general in politik
- José Vasconcelos, pisatelj, filozof in politik
- Ricardo Flores Magón, anarhist in aktivist
- Rodolfo Morales, slikar
- Rufino Tamayo, slikar
- Francisco Toledo, grafik
- Macedonio Alcalá, skladatelj
- Nadia Yvonne Lopez Ayuso, pevka
- Maria Sabina, šamanka
- Carlos María de Bustamante, državnik

## Pobratena mesta
| - Levante, Valencia - Tlaxcala de Xicohténcatl, Mehika - Antequera, Španija - Cancún, Mehika - Celaya, Guanajuato, Mehika - Havana, Kuba - Juchitán de Zaragoza, Oaxaca, Mehika - Salina Cruz, Oaxaca, Mehika - Luanda, Angola. - Palo Alto, ZDA. - Puebla de Zaragoza, Puebla, México - Rueil-Malmaison, Francija - Tlaquepaque, Jalisco, Mehika - Guadalajara, Jalisco, Mehika | - Mérida, Venezuela - Unión Hidalgo, Oaxaca, Mehika - Guanajuato, Mehika - Paraíso, Kostarika - Morelia, Michoacán, Mehika - Ciudad de México, Mehika - Santiago de Querétaro, Querétaro, Mehika - Zacatecas, Zacatecas, Mehika - San Cristóbal de las Casas, Chiapas, Mehika - Tuxtla Gutiérrez, Chiapas, Mehika - General Escobedo, Mehika - Antigua, Gvatemala - Cartago, Kostarika - Heroica Ciudad de Tlaxiaco, Oaxaca, Mehika | - Xochimilco, Mehika - Chilpancingo de los Bravo, Mehika - Ixtaczoquitlán, MMehika - Tlalpan, Mehika - Álvaro Obregón (Distrito Federal), Mehika |